# Edwin González (calciatore salvadoregno)
Edwin Alexander González (Usulután, 28 giugno 1977) è un ex calciatore salvadoregno, di ruolo difensore.

## Caratteristiche tecniche
Poteva giocare come difensore o come libero.

## Carriera

### Club
Ha cominciato a giocare al Municipal Limeño, in cui ha giocato fino al 2004. Nel 2004 è passato all'Águila. Nel 2005 si è trasferito all'Alianza. Nel 2006 è stato acquistato dal Luis Ángel Firpo, in cui ha militato fino al dicembre 2009 e con cui ha vinto il campionato nella stagione 2007-2008. Nel gennaio 2010 è stato acquistato dal Municipal Limeño, con cui ha concluso la sua carriera agonistica.

### Nazionale
Ha debuttato in Nazionale nel 2000. Ha collezionato in totale, con la maglia della Nazionale, 4 presenze e una rete.

## Palmarès

### Club

#### Competizioni nazionali
- Primera División de Fútbol Profesional: 1

Luis Ángel Firpo: 2007-2008